# Грушевское сельское поселение (Белгородская область)
Грушевское сельское поселение — сельское поселение в Волоконовском районе Белгородской области.
Административный центр — село Грушевка.

## История
Статус и границы сельского поселения установлены Законом Белгородской области от 20 декабря 2004 года № 159 «Об установлении границ муниципальных образований и наделении их статусом городского, сельского поселения, городского округа, муниципального района»

## Население
| 2010  | 2011  | 2012  | 2013  | 2014  | 2015  | 2016  | 2017  | 2018  |
| ----- | ----- | ----- | ----- | ----- | ----- | ----- | ----- | ----- |
| 1409  | ↘1403 | ↘1379 | ↗1381 | ↗1383 | ↘1363 | ↘1345 | ↘1323 | ↘1314 |
| 2019  | 2020  | 2021  |       |       |       |       |       |       |
| ↘1270 | ↘1237 | ↗1294 |       |       |       |       |       |       |

## Состав сельского поселения
В состав сельского поселения входят 8 населённых пунктов:
| № | Населённый пункт | Тип населённого пункта       | Население |
| - | ---------------- | ---------------------------- | --------- |
| 1 | Верхнеяблоново   | село                         | ↘83       |
| 2 | Грушевка         | село, административный центр | ↘574      |
| 3 | Грушевский       | посёлок                      | ↘0        |
| 4 | Гусев            | хутор                        | ↘0        |
| 5 | Екатериновка     | хутор                        | ↘113      |
| 6 | Осколище         | село                         | ↘369      |
| 7 | Старосельцево    | село                         | ↘190      |
| 8 | Хуторище         | хутор                        | ↘80       |

## Местное самоуправление
Администрация
Телефон: (47235) 4-75-27

## Инфраструктура
На территории Грушевского сельского поселения имеются:
- Храм Святителя Николая;
- МБОУ «Грушевская основная общеобразовательная школа»;
- Дом досуга села Старосельцево;
- Грушевский детский сад «Золотой ключик»;
- Центр культурного развития села Грушевка;
- Екатериновский сельский клуб;
- Осколищенский сельский клуб;
- Грушевский и Осколищенский библиотечный филиалы;
- Пункт охраны общественного порядка;
- Новооскольский почтамт УФПС Белгородской области филиала ФГУП «Почта России»;
- Грушевский и Осколищенский фельдшерско-акушерские пункты;
- 6 торговых точек различных форм собственности.